# Berilo
Berilo là một đô thị thuộc bang Minas Gerais, Brasil. Đô thị này có diện tích 586,752 km², dân số năm 2007 là 13214 người, mật độ 21,8 người/km².